# Белянка (Белгородская область)
Белянка  — село в Шебекинском районе Белгородской области, административный центр Белянского сельского поселения.

## История
История села Белянки начинается ещё до второй половины 17 века. Нежеголь, Короча, Донец были пограничными реками, они ограждали от набегов на Московскую Русь. У нынешнего села Белянка, был Белый колодезь. Слово «Белый» понималось как свободный. Многие века Белый колодезь действительно был свободен. Из него поили коней ратники и крымские татары. В 1717 году первый белгородский губернатор тут поселил слободу Белую, жителями её стали крепостные украинцы.

## Улицы
9 улиц: Комсомольская, Мира, Октябрьская, Первомайская, Петренко (Специалистов), Русская, Рысенко, Садовая (Шестой съезд), Шевченко, Школьная.

## Население
| 2002 | 2010  |
| ---- | ----- |
| 1608 | ↗1666 |

## Инфраструктура
В селе есть действует МБОУ "Белянская СОШ", Дворец Культуры, Детский Сад, 6 магазинов и 2 кафе.
В период с 2007 по 2010 годы были проложены новые дороги, обгорожены кладбища, отчищенные от зарослей, установлены телефонные будки.